# Marte Samson
Marte Samson (22 luglio 1951) è un ex cestista filippino.

## Carriera
Con le Filippine ha disputato i Giochi olimpici di Monaco 1972.